# Sternotomis levassori
Sternotomis levassori là một loài bọ cánh cứng trong họ Cerambycidae.